# Luigi Dall’Igna

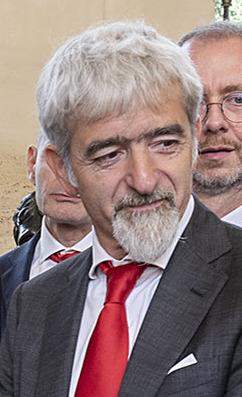
Luigi Dall’Igna (2022)

Luigi Dall’Igna, häufig auch Gigi Dall’Igna, (* 12. Juli 1966 in Thiene) ist ein italienischer Ingenieur und seit 2014 Rennsportchef des Ducati MotoGP Teams.

## Karriere
Dall’Igna studierte Maschinenbau in Padua und ging 1992 zum Rennsportteam von Aprilia; zuletzt war er dort Rennsportchef und verantwortlich für die Entwicklung der Aprilia RSV4 Factory, mit der Max Biaggi im Jahr 2010 und 2012 zweimal die Superbike-Weltmeisterschaft gewann.
Ende 2013 wechselte er zu Ducati und übernahm dort als Sportdirektor die Verantwortung für die Rennsportabteilung Ducati Corse. Er löste damit Bernhard Gobmeier ab, der zu Volkswagen Motorsport wechselte.
Sein erstes bei Ducati entwickeltes Motorrad ist die Ducati Desmosedici GP15, die in der Motorrad-Weltmeisterschaft 2015 eingesetzt wurde, wobei bereits die Weiterentwicklungen der GP14 (GP 14.1, 14.2, 14.3) unter seiner Verantwortung erfolgten.